# El rapto en el serrallo
El rapto en el serrallo (título original en alemán, Die Entführung aus dem Serail, KV 384) es un singspiel en tres actos con música de Wolfgang Amadeus Mozart y libreto en alemán de Gottlieb Stephanie, quien adaptó otro libreto de Christoph Friedrich Bretzner. Se estrenó en el Burgtheater de Viena el 16 de julio de 1782.

## Historia

### Orígenes
La ópera se refiere vagamente a la práctica de los corsarios berberiscos del norte de África, que operaban principalmente en el Mediterráneo occidental, de secuestrar barcos pertenecientes a estados cristianos. Con el pretexto de la yihad, el barco y el cargamento fueron vendidos o devueltos sólo después de que se pagara un rescate. El objetivo real, sin embargo, era secuestrar a la tripulación y a los pasajeros, extorsionarlos o venderlos como esclavos. También era común obligar a las naciones marítimas afectadas de fe no musulmana a pagar dinero por "protección" o tributos. Los corsarios actuaron en nombre o con la aquiescencia de los gobernantes musulmanes locales en Argel, Túnez y Trípoli.  A este tipo de piratería subvencionada por el Estado sólo pusieron  fin  dos intervenciones estadounidenses (1801-1805, 1815), una expedición austríaca contra Marruecos (1829) y, más recientemente, la conquista francesa de Argel (1830).
La compañía que primero representó la ópera fue el Nationalsingspiel ("Singspiel nacional"), un proyecto (1778–1783) del emperador austríaco José II. El emperador había creado la compañía para interpretar obras en idioma alemán (la ópera italiana era ya muy popular en Viena). Este proyecto fue al final abandonado como un fracaso, pero a lo largo del mismo produjo una serie de éxitos, en su mayor parte una serie de obras traducidas. La ópera de Mozart emerge como su sobresaliente éxito original.
El intendente del Nationalsingspiel era Gottlieb Stephanie. Cuando un Mozart de 25 años llegó a Viena en 1781, buscando oportunidades profesionales, una de las primeras tareas a las que se dedicó fue conocer a Stephanie y presionarle para el encargo de una ópera. Con tal fin, trajo una copia de su anterior ópera, Zaide y se la mostró a Stephanie, quien quedó bastante impresionado. Mozart también produjo una gran impresión al administrador del teatro, el conde Franz Xaver Rosenberg-Orsini, cuando, en casa de la amiga y mecenas de Mozart Maria Wilhelmine Thun, el conde le oyó tocar extractos de su ópera Idomeneo, rey de Creta, estrenada con gran éxito el año anterior en Múnich. Con este respaldo, se acordó que Stephanie encontraría material apropiado y prepararía un libreto para Mozart. Stephanie lo consiguió primero copiando y luego alterando una obra previa de Bretzner, Belmont und Constanze, oder Die Entführung aus dem Serail, quien más tarde se quejó amarga y públicamente sobre el robo.

### Composición
Mozart recibió el libreto de Stephanie el 29 de julio de 1781. Había tenido pocas oportunidades de componer profesionalmente durante el verano y se puso a trabajar en el libreto a un ritmo muy rápido, acabando tres grandes números en solo dos días. Una carta a su padre Leopold indica que estaba muy entusiasmado sobre la perspectiva de hacer que una ópera suya se interpretase en Viena, y trabajó con entusiasmo en este proyecto.
Al principio Mozart creyó que necesitaba acabar esta ópera en solo dos meses, debido a que se hicieron planes tentativos de representarla en la visita de septiembre del ruso Gran duque Pablo (hijo de Catalina la Grande y heredero al trono ruso). Sin embargo, al final se decidió representar óperas de Gluck, lo que le dio a Mozart más tiempo.
Fue en esta época cuando Mozart articuló sus puntos de vista sobre el papel del compositor y del libretista en la preparación de una ópera. Escribió a su padre (13 de octubre de 1781):

Diría que en una ópera la poesía debe ser en conjunto la obediente hija de la música. ¿Por qué son las óperas cómicas italianas populares en todos lados – a pesar de sus miserables libretos? … Porque la música es la reina suprema, y cuando uno la escucha, el resto se olvida. Una ópera tendrá éxito seguro cuando la trama está bien construida, las palabras escritas solamente para la música y no metidas aquí y allá para adaptarse a algún ritmo miserable... La mejor cosa de todas es cuando un buen compositor, entendido en teatro y con suficiente talento para hacer sugerencias, se encuentra con un poeta capaz, el verdadero fénix; en ese caso, no hay que tener temor sobre si aplaudirán - incluso el ignorante.

Parecería que pasó algo parecido a esto, es decir, que Mozart decidió tener un papel principal en la formación del libreto, insistiendo en que Stephanie hiciera cambios para mejor efecto dramático y musical. El 26 de septiembre Mozart escribió:

Y así está la Cosa - Desde hace 3 semanas está ya terminado el Primer Acto - un aria del 2.º acto, y el dúo de Borrachos (se refiere a "Vivat Bacchus", acto II)... Sin embargo no puedo hacer más - porque hay que cambiar toda la historia - y a petición mía. Al principio del tercer Acto hay un quinteto o más bien un final encantador - preferiría ponerlo al final del 2.º Acto. Para poder efectuarlo hace falta un gran cambio, efectivamente hay que introducir una intriga totalmente Nueva - y Stephani está hasta el cuello de trabajo y evidentemente hay que tener un poco de paciencia.

Mozart estaba evidentemente bastante encantado en tener en Stephanie un libretista que lo escucharía. La carta de 26 de septiembre también dice:

Todos hablan mal de Stephani - puede ser que conmigo sólo sea tan amistoso aparentemente - pero la verdad es que me arregla el libreto - y tal como yo lo quiero - al pie de la letra - ¡Y por Dios que no le pido nada más!.

Con los retrasos para reescribir, la composición le llevó otros varios meses más.

### Representaciones
Se estrenó en el Burgtheater de Viena el 16 de julio de 1782, pocos días antes de que Mozart se casara con Constanze Weber. Dirigió la orquesta el propio compositor, Mozart. La ópera tuvo un gran éxito. El compositor escribió a su padre: "la gente se vuelve loca por esta ópera". Las primeras dos representaciones proporcionaron la enorme suma de 1200 florines, tres veces lo que había sido el salario de Mozart por su antiguo trabajo en Salzburgo. La obra se representó repetidamente en Viena en vida de Mozart, y a lo largo de la Europa de habla alemana. En 1787, Goethe escribió (con relación a sus propios esfuerzos como libretista):

Todo nuestro esfuerzo... para limitarnos a lo que es simple y limitado se perdió cuando apareció Mozart. El rapto en el serrallo conquistó a todos, y nuestra propia pieza, cuidadosamente escrita nunca ha sido tan mencionada en los círculos teatrales.

En vida de Mozart, fue su obra más divulgada fuera de Viena. Solo en el año 1782 alcanzó las quince representaciones. En otoño fue representada en Praga. En los años siguientes, fue representada en diversos lugares de habla alemana: Fráncfort del Meno, Bonn, Leipzig, Múnich, Kassel, Berlín y Stuttgart. En Viena formó parte del repertorio del Burgtheater.
Estableció la reputación en Viena de Mozart, pues suponía la realización de un deseo largamente expresado por el emperador: una opera genuinamente alemana de éxito. Se ganó el respeto, también, de los músicos, entre ellos, el de Gluck. Pero la ópera no le hizo rico: le hicieron un único pago de 100 ducados imperiales (alrededor de 450 florines) por su obra, y no tuvo beneficios de las representaciones posteriores.
La ópera alcanzó París en noviembre de 1801, cuando Frédéric Blasius dirigió a la compañía de Ellmenreich en representaciones en el Théâtre de la Gaîté. En España se estrenó el 3 de enero de 1928 en el Gran Teatro del Liceo de Barcelona.
El rapto en el serrallo sigue siendo una de las óperas más populares; en las estadísticas de Operabase aparece la n.º 21 de las cien óperas más representadas en el período 2005-2010, siendo la 6.ª en alemán y la quinta de Mozart, después de La flauta mágica, Las bodas de Fígaro, Don Giovanni y Così fan tutte.

### La anécdota de las "demasiadas notas"
La complejidad de la obra de Mozart, señalada prontamente por Goethe, también tiene su papel en una anécdota bien conocida sobre la ópera. En la versión de Bartlett's Book of Anecdotes, la historia sería esta:

El emperador José II encargó la creación de El rapto en el serrallo, pero cuando lo oyó, se quejó a Mozart, "demasiado refinada para nuestros oídos y demasiadas notas, mi querido Mozart". Mozart replicó "Sólo las precisas, majestad".

La anécdota apareció originariamente en una temprana biografía de Mozart por Franz Xaver Niemetschek. Su autenticidad no es aceptada por todos los estudiosos.
La anécdota, que se repite a menudo, puede haber dado al emperador una inmerecida mala reputación, en cuanto a sus habilidades musicales y su aprecio y apoyo a la música de Mozart. En defensa de José frente a tales críticas, véase Beales (2006). Branscombe (2006) mitiga las implicaciones de la historia con una traducción diferente de la ambigua palabra alemana "gewaltig", como "muchas" más que "demasiadas". El musicólogo Conrad Wilson también sugiere una traducción errónea del alemán: "lo que dijo realmente (si es que lo dijo) fue 'un extraordinario número de notas', que no era lo mismo."

## Carácter

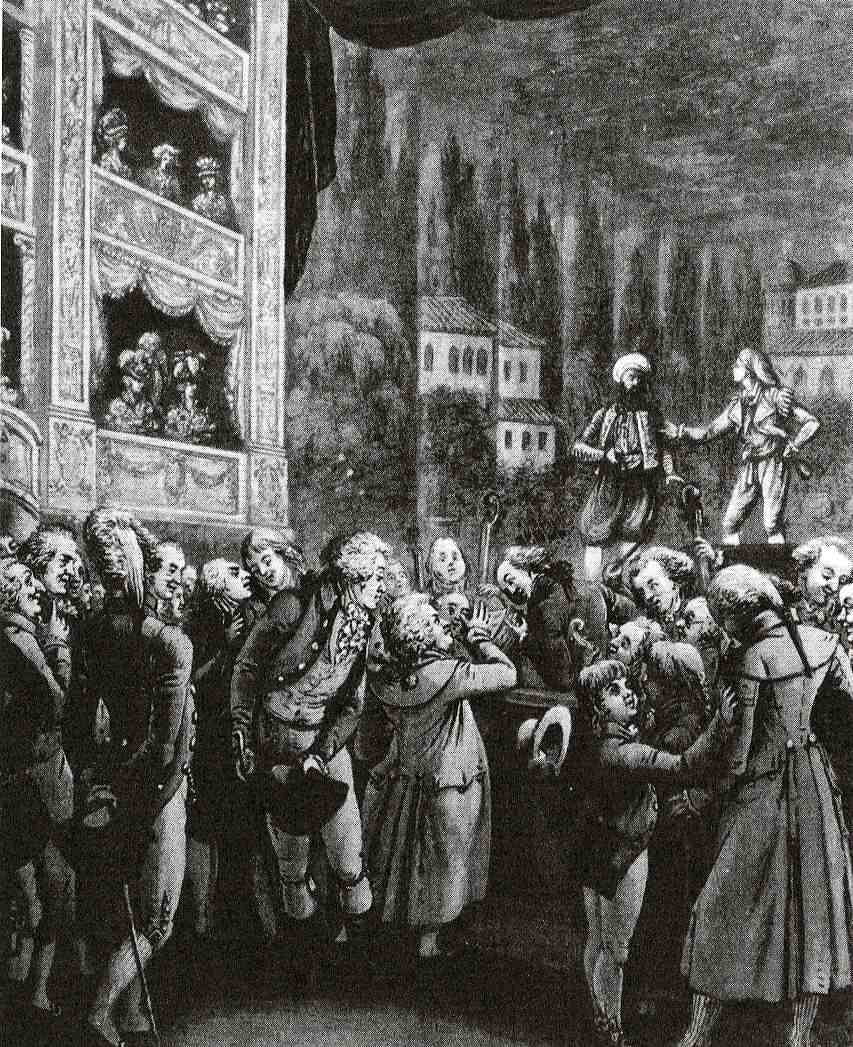
Wolfgang Amadeus Mozart (centro) atiende a una representación de su propia ópera El rapto en el serrallo en Berlín en 1789. Franz Frankenberg interpretó el papel de Osmín, Friedrich Ernst Wilhelm Greibe interpretó a Pedrillo.

El rapto en el serrallo pertenece al género del "Singspiel", lo que significa que gran parte de la acción progresa a través del diálogo hablado, de manera que la música carece de recitativos y está formada totalmente de números.
La obra es ligera y frecuentemente cómica, con poco de la honda exploración del personaje o sentimientos oscuros que se encuentran en óperas posteriores de Mozart. Junto con otras obras contemporáneas, como la de Giovanni Paolo Marana Cartas escritas por un espía turco y las Cartas persas de Montesquieu, la ópera se vio inspirada por un interés de la época en la cultura "exótica" que se percibía del Imperio otomano, una nación que solo recientemente había dejado de ser una amenaza militar para el Imperio austríaco. La ópera de Mozart incluye una versión occidentalizada de música turca, basada muy vagamente en la música de banda jenízara turca que había empleado en una obra anterior. Como la mayor parte de las comedias de la época, incorporaba muchos elementos de la trama y la caracterización establecidas por la popular comedia del arte.
Algunos aspectos de la ópera conforman una visión europea del orientalismo. El harén titular del pachá, por ejemplo, recuerda temas de libertinaje sexual. Y el supervisor, cómicamente siniestro, Osmín, es una actualización de precedentes estereotipos de despotismo turco. Sin embargo, la ópera también desafía las expectativas estereotipadas de la cultura turca despótica, pues su clímax gira alrededor de un acto generoso por parte del Pachá.
La música incluye algunas de las más espectaculares y difíciles arias del compositor. El aria de Osmín en el acto III O, wie will ich triumphieren incluye pasajes de coloratura característicos del siglo XVIII, y baja dos veces hasta un re profundo, una de las notas más bajas exigidas a cualquier voz en una ópera. Quizás la más famosa aria de la ópera es la larga y elaborada Martern aller Arten ("Torturas de todas clases") para Konstanze, un desafío sobresaliente para las sopranos. Konstanze canta en una especie de sinfonía concertante con cuatro solistas de la orquesta; la sorprendente y larga introducción orquestal, sin acción escénica, también supone ciertos problemas para los directores de escena.
El virtuosismo de estos papeles es quizá atribuible al hecho de que cuando emprendió la tarea de componer la ópera, Mozart conocía ya las sobresalientes reputaciones de los cantantes para los que estaba escribiendo, y creó las arias a medida de sus capacidades. El primer Osmín fue Karl Ludwig Fischer, un bajo renombrado por su amplia tesitura y la facilidad para saltar sobre amplios intervalos. De la misma manera, Mozart escribió de la primera Konstanze, Catarina Cavalieri, "He sacrificado el aria de Konstanze un poco a la flexible garganta de Mlle. Cavalieri." La Cavalieri (1755-1801), que fue alumna de Antonio Salieri, era una soprano extraordinariamente dotada para la coloratura, con fáciles y ágiles agudos. El papel de Pachá Selim lo hizo un actor, Dominik Jautz, sin que se sepa muy bien por qué este personaje solo tiene intervenciones habladas. Una de las explicaciones que se ha dado es que el tenor Joseph Walter, que en principio iba a representarlo, fue despedido.

## Personajes
| Personaje                                            | Tesitura          | Reparto el 16 de julio de 1782 Director: Wolfgang Amadeus Mozart |
| ---------------------------------------------------- | ----------------- | ---------------------------------------------------------------- |
| Belmonte, noble español                              | tenor             | Johann Valentin Adamberger                                       |
| Konstanze, prometida de Belmonte                     | soprano           | Caterina Cavalieri                                               |
| Pedrillo, sirviente de Belmonte y jardinero del bajá | tenor             | Johann Ernst Dauer                                               |
| Blonde, doncella inglesa de Konstanze                | soprano           | Thérèse Teyber                                                   |
| Osmin, guardia del serrallo del bajá                 | bajo              | Karl Ludwig Fischer                                              |
| Selim, bajá                                          | personaje hablado | Dominik Jautz                                                    |
| Klaas, marinero                                      | personaje hablado |                                                                  |
| Jenízaros, guardias, esclavos.                       |                   |                                                                  |

## Argumento
La historia tiene lugar en el palacio (serrallo) del Pachá Selim, en algún lugar de la costa mediterránea de Turquía, hacia el siglo XVIII.

### Acto I
Exterior del palacio del Pachá Selim.
Belmonte está angustiado porque su novia, Constanza, una joven y bella española, fue raptada por los piratas y vendida como esclava junto a su criada inglesa Blonde y al enamorado de esta última, Pedrillo. Belmonte la busca por todas partes, y cree que en Turquía la va a encontrar. Aparece Osmín, criado del Pachá, que viene a buscar higos al jardín e ignora completamente las palabras que le dirige Belmonte; este insiste, hasta que Osmín estalla enfurecido y se va. Llega entonces Pedrillo, ahora jardinero en el palacio, quien le cuenta que Constanza se ha convertido en la favorita del Pachá, pero que le ha sido fiel, y añade que su Blonde ha sido ofrecida como regalo a Osmín. Acuerdan raptar a Constanza. Pedrillo advierte a Belmonte que se acerca un barco con el pachá, y el joven noble se esconde.
Acompañados por un coro de jenízaros, llegan el Pachá Selim y Constanza. La dama está triste y Selim, respetuoso, intenta en vano conseguir su amor. Por recomendación de Pedrillo, que lo presenta como un famoso arquitecto, Selim se hace con los servicios de Belmonte. Osmín, no obstante, no le permite acceder al palacio.

### Acto II
Jardín del palacio.
Blonde rechaza los acercamientos amorosos de Osmín. Después de un dúo, Osmín se marcha. Constanza saluda a Blonde con inquietud: Selim quiere su amor y amenaza con usar la fuerza. Blonde le aconseja que no pierda la esperanza. Llega el pachá y reitera sus ofrecimientos amorosos. Constanza lo rechaza, mostrándose dispuesta a aceptar las torturas que se le inflijan, pero no cederá.
Pedrillo y Blonde hablan. Él le informa de que Belmonte está cerca, preparado para luchar. Pedrillo invita a Osmín a beber, confiando en que se emborrache y quede fuera de combate. El plan da resultado, y así aparta a Osmín, de manera que Belmonte puede ver de nuevo a su amada Constanza. En el cuarteto final Belmonte y Pedrillo preguntan si han sido fieles, y ellas responden con tristeza y enfado; los enamorados piden perdón y trazan un plan: vendrán a salvarlas a media noche.

### Acto III
Cuadro I. Plaza ante el palacio. Llegada la hora, Belmonte y Pedrillo vienen al jardín con escaleras. Mientras Pedrillo prepara la escala, canta Belmonte. Toma entonces el relevo Pedrillo, entonando una serenata a su Blonde: es la señal para la fuga. Belmonte logra coger a Constanza. Por desgracia, Osmín se ha despertado y atrapa a Pedrillo cuando va a escapar con Blonde; Belmonte y Constanza también son detenidos por la guardia. Osmín se alegra al ver que cumplirá su venganza.
Cuadro II. Salones del palacio. Los cuatro huidos comparecen ante el Pachá Selim. El gobernador turco reconoce en Belmonte el hijo de su peor enemigo y clama venganza, por lo que se retira para pensar qué castigo les impondrá. Constanza y Belmonte, preparados para morir, se juran amor eterno. El corazón del Pachá queda conmovido por el dolor de los jóvenes y prefiere dar prueba de su magnanimidad. Renuncia a la venganza, libera a las dos parejas, que pueden regresar al hogar. Osmín se retira, rojo de rabia, pues preferiría verlos a todos brutalmente ejecutados. Acaba con un final en el que todos alaban la generosidad de Selim.

## Análisis musical

### Instrumentación original
La orquesta es clásica, con cuerdas (violines, violas, chelos y contrabajos), flautas, clarinetes, oboes, trompas, fagotes, trompetas y timbales. Se le añaden los instrumentos necesarios para dar un timbre oriental, turquesco: bombo, platillos, triángulo y flautín.

### Libreto
El libreto es obra de Gottlieb Stephanie, llamado “Stephanie el joven”. Se basa en un texto ya existente, el Belmonte und Konstanze oder die Entführung aus dem Serail del poeta Christoph Friedrich Bretzner. Este texto ya había sido puesto en música por Johann André (Berlín, 1781). El tema tiene antecedentes en otras obras clásicas, como el Filócolo de Boccaccio.
Este tema clásico, unido al orientalismo de la época, creó un subgénero propio, las “óperas de rescate”, con creaciones como La schiava liberata de Niccolò Jommelli, La reencontré imprévue de Christoph Willibald Gluck, L’incontro improvviso de Joseph Haydn, o la ópera incompleta Zaide, del propio Mozart. El rapto en el serrallo forma parte, pues, del entusiasmo existente en la época por la cultura “exótica” de Turquía, una nación que ya no era una amenaza militar para Austria.
Como ya hizo en su ópera precedente (Idomeneo, rey de Creta), Mozart instó numerosos cambios en el libreto, siguiendo sus propias ideas dramáticas, aunque seguía dentro del esquema tradicional de la ópera bufa: dos nobles enamorados serios, la pareja cómica, el mal salvaje (representado por Osmín) y el bueno, el magnánimo Selim.

### Estructura musical
Obertura. Es breve, muy colorista, que introduce rápidamente al espectador en el ambiente de fábula y atemporalidad de la ópera. Es un número destacado, combinación de música occidental y orientalizante.
Acto I: Plaza ante el palacio del Pachá Selim
N.º 1 Aria de Belmonte Hier soll ich dich denn sehen, Konstanze!. Aria de entrada que caracteriza al enamorado Belmonte.
N.º 2 Lied y dueto Wer ein Liebchen hat gefunden - Verwünscht seist du samt deinem Liede! 
N.º3 Aria de Osmín Solche hergelauf'ne Laffen. Primer aria que caracteriza perfectamente a este malévolo personaje.
N.º 4 Recitativo y aria de Belmonte Konstanze, dich wiederzusehen! - O wie ängstlich, o wie feurig klopft mein liebevolles Herz. Es una aria que expresa el ferviente amor de Belmonte y su incertidumbre sobre el destino de la amada.
N.º 5 Coro de jenízaros Singt dem grossen Bassa Lieder
N.º 6 Aria de Constanza Ach ich liebte, war so Glücklich. Es un aria de coloratura, gracias a la facilidad para los agudos de la cantante Caterina Cavalieri, intérprete del estreno.
N.º 7 Terceto Osmín, Belmonte y Pedrillo Marsch, marsch, marsch! Trollt euch fort!. Es un trío breve, impetuoso.
Acto II: Jardín en el palacio del Pachá Selim
N.º 8 Aria de Blonde Durch Zärtlichkeit und Schmeicheln
N.º 9 Dueto Osmín y Blonde Ich gehe, doch rate ich dir
N.º 10 Recitativo y aria de Constanza Welcher Wechsel herrscht in meiner Seele - Traurigkeit ward mir zum Lose
N.º 11 Aria de Constanza Martern aller Arten ("Todo tipo de torturas"). Es un “Aria de tortura”, típica de la ópera seria, una de los más difíciles del repertorio que combina la agilidad en los agudos con solidez en los graves. Tiene una introducción con cuarteto de violín, violonchelo, flauta y oboe. Es la gran aria de este personaje, muy cuidada, larga y elaborada. Probablemente sea la más famosa de la ópera. Mozart reconoce en una carta a su padre: "He sacrificado un poco el aria de Constanza a la flexible garganta de Mlle. Cavallieri."
N.º 12 Aria de Blonde Welche Wonne, welche Lust
N.º 13 Aria de Pedrillo Frisch zum Kampfe! Frisch zum Streite! 
N.º 14 Dueto Pedrillo y Osmín Vivat Bacchus! Bacchus lebe! 
N.º 15 Aria de Belmonte Wenn der Freunde Tränen fliessen. Mozart se sentía particularmente orgulloso de esta aria.
N.º 16 Cuarteto Constanza, Belmonte, Blonde y Pedrillo Ach, Belmonte! Ach, mein Leben!
Acto III: Plaza frente al palacio del Pachá Selim. Medianoche.
N.º 17 Aria de Belmonte Ich baue ganz auf deine Stärke
N.º 18 Romanza de Pedrillo In Mohrenland gefangen war, es la pieza más destacada de este personaje.
N.º 19 Aria de Osmín Ha! wie will ich triumphieren. Esta es el aria más destacada del personaje, y una de las más difíciles para bajos, pues llega por dos veces hasta el re profundo, la nota más grave que se exige a una voz en ópera. Mozart compuso pensando en el primer Osmín, Ludwig Fischer.
N.º 20 Recitativo y dueto Welch ein Geschick! O Qual der Seele! - Meinetwegen sollst du sterben! 
N.º 21 Quinteto-vodevil Nie werd' ich deine Huld verkennen y Coro de jenízaros Bassa Selim lebe lange!. Este vodevil final alaba la magnanimidad y la tolerancia.

### Valoración
Mozart tenía veintiséis años cuando la compuso. Se encuentra al comienzo de su carrera como músico independiente, en Viena. Logra con esta ópera encabezar la creación de una ópera nacional en alemán.
Como singspiel, gran parte de la acción evoluciona con el diálogo hablado, así que la música carece de recitativos y consiste, por entero, en números cerrados. Pretendía entretener, utilizando muchos elementos de la trama y la caracterización que ya había establecido la Comedia del Arte.
Es la primera obra maestra de Mozart en el género cómico. Es una obra brillante, “de matices psicológicos y dramáticos: una obra atravesada de poesía, de temblores, de rabia, de humor, de ternura, que entraba en el cuadro más alto de ese famoso “Rührstück” que tan profundamente seducía el corazón del espectador, hambriento de emociones” (Amadeo Poggi).
Destaca por la plena caracterización psicológica de los personajes, la alternancia de la alegría y la melancolía tan típica de Mozart, los personajes cantan según su origen social (la pareja noble canta de modo serio, Blonde y Pedrillo tienen una música más popular) y, finalmente, por la mezcla música occidental con momentos “a la turca”.

## Adaptaciones
El compositor finlandés Aulis Sallinen ha escrito una opera titulada The Palace; contiene personajes del Rapto, y usa la trama de la ópera de Mozart como punto de arranque para una fantasía.
Producciones para televisión:
- Die Entführung aus dem Serail (1980) producción alemana para televisión, dirigida por Karlheinz Hundorf, con Thomas Holtzmann, Francisco Araiza, Edita Gruberová, Reri Grist, Norbert Orth y Martti Talvela.
- Die Entführung aus dem Serail (1987) producción inglesa para televisión, dirigida por Humphrey Burton, con Deon van der Walt, Inga Nielsen, Lillian Watson, Kurt Moll, Lars Magnusson y Oliver Tobias.
- Die Entführung aus dem Serail (1990) producción sueca para televisión, dirigida por Thomas Olofsson, con Aga Winska, Marianne Hellström, Richard Croft, Bengt-Ola Morgny, Tamás Szüle y Emmerich Schäffer.
- Die Entführung aus dem Serail (1991) producción alemana para televisión, dirigida por Claus Viller, con Ruth Ann Swenson, Malin Hartelius, Hans Peter Blochwitz, Manfred Fink, Kurt Rydl y Matthias Habich.
- Die Entführung aus dem Serail (1997) producción austríaca para televisión, dirigida por Alexandre Tarta, con Christine Schäfer, Malin Hartelius, Paul Groves, Andreas Conrad, Franz Hawlata y Akram Tillawi.
- Die Entführung aus dem Serail (1999) producción alemana para televisión, dirigida por János Darvas, con Catherine Naglestad, Kate Ladner, Matthias Klink, Heinz Göhrig y Roland Bracht.
- Die Entführung aus dem Serail (2000) producción suiza para televisión, dirigida por Stéphane Matteuzzi, con Natalie Dessay, Akie Amou, Roberto Saccà, Francesco Piccoli, Kurt Rydl y Christoph Quest.
- Die Entführung aus dem Serail (2003) producción franco-suiza para televisión, dirigida por Chloé Perlemuter, con el actor Klaus Maria Brandauer como Selim, Malin Hartelius, Patricia Petibon, Piotr Beczala, Boguslaw Bidzinski y Alfred Muff.

## Discografía
Véase Anexo:Discografía de El rapto en el serrallo